# Martiel
Martiel é uma comuna francesa na região administrativa de Occitânia, no departamento de Aveyron. Estende-se por uma área de 46,9 km². Em 2010 a comuna tinha 1 018 habitantes (densidade: 21,7 hab./km²).